# سیارک ۱۰۷۶۳
سیارک ۱۰۷۶۳ (به انگلیسی: 10763 Hlawka، نامگذاری:1990TH13) ده هزار و هفتصد و شصت و سومین سیارک کشف شده‌است که در ۱۲ اکتبر ۱۹۹۰ کشف شد.
قدر مطلق سیارک برابر ۱۲٫۸۰ است.